# Cassidy
Cassidy, Barry Adrian Resse (ur. 7 lipca 1982) – amerykański raper, zadebiutował w 2004 roku z albumem Split Personality z którego pochodzi przebój Hotel nagrany z piosenkarzem R&B R. Kellym.

## Kariera

### Początki kariery
Urodzony w Filadelfii, Pensylwanii, Cassidy uczęszczał do Central High School, szkoły w rodzinnym stanie. Jego rodzice są pochodzenia afroamerykańskiego i dominikańskiego. Rapować zaczął w wieku 13 lat. Po pewnym czasie zaczął występować w radio 103.9 The Beat (obecnie 100.3 The Beat). Jest członkiem grupy Larsiny (razem z przyjaciółmi z rodzinnego miasta, Akbarem i Shizem Lanskym), która z kolei należy do Ruff Ryders. Ma kontrakt z wytwórnią Full Surface. Wystąpił na wielu albumach i mixtape'ach Swizz Beatza (między innymi „Presents G.H.E.T.T.O. Stories” i „One Man Band Man”).
Cassidy stał się sławny po wygranej bitwie freestyle'owej z członkiem Roc-A-Fella, Freeway'em. W 2003 nagrał swój pierwszy album, „Split Personality”. Album dzieli się na trzy części: pierwsza część oznaczona jako „Cassidy”, druga jako „Tha Problem,” (skierowana do fanów jego mixtape’ów) i trzecia jako „B. Reese” (dla fanów jego wczesnej twórczości).

## Dyskografia

### Albumy
- The Future - 2003
- Split Personality - 2004
- Disturbing tha Peace - 2005
- I'm A Hustla - 2005
- B.A.R.S. - Barry Adrian Resse Story - 2007
- C.A.S.H. Cass a Straight Hustla - 2010

### Single
Split Personality
- Hotel (feat. R. Kelly) – 2004
- Can I Talk To You - 2004
- Real Talk - 2004

I'm A Hustla
- I'm A Hustla (feat. Jay-Z) – 2005
- B-Boy Stance (feat. Swizz Beatz) – 2005
- The Message (feat. Dr Ben) – 2005
- So Long (feat. Mashonda & Raekwon) – 2005

B.A.R.S.
- My Drink N My 2 Step (feat. Swizz Beatz) – 2007
- Innocent Man (Misunderstood) - 2007
- Cash Rules (feat. Bone Thugs-n-Harmony & Eve) – 2007